# City of Cessnock
City of Cessnock is een Local Government Area (LGA) in Australië in de staat New South Wales. City of Cessnock telt 48.985 inwoners. De hoofdplaats is Cessnock.